# Christine Cinéma Club
Le Christine Cinéma Club précédemment Action Christine, Studios Christine puis Christine 21, est un cinéma indépendant d'art et essai situé au 4, rue Christine dans le quartier de l'Odéon dans le 6e arrondissement de Paris. Cinéma spécialisé dans la diffusion des œuvres du répertoire, il promeut les grands classiques français et étrangers — notamment américains, italiens et asiatiques — en proposant des rééditions en copie neuve, des festivals, des rétrospectives et une série de ciné-clubs à thème.

## Historique
Le cinéma est ouvert le 6 avril 1973 sous le nom de Studios Christine, dont la façade garde toujours la trace même depuis le changement de propriétaire en 1974 avec sa reprise par les cinémas Action. La porte d'entrée d'époque Louis XIV est d'ailleurs classée aux monuments historiques. La salle trouve alors son public et réalisera notamment la première de The Shop Around the Corner (1940) d'Ernst Lubitsch dans sa reprise et redécouverte en France en 1986, qui fit alors 130 000 entrées.
Parmi les personnalités habituées du cinéma se trouve l'écrivain américain James Ellroy.

## Accès
Le Christine Cinéma Club est accessible par les lignes 4 et 10 à la station Odéon et Saint-Michel et par les lignes RER B et C à la gare Saint-Michel - Notre-Dame.